# لودک میکلوشکو
لودک میکلوشکو (انگلیسی: Luděk Mikloško؛ زادهٔ ۹ دسامبر ۱۹۶۱) یک بازیکن فوتبال اهل چکسلواکی است.
وی همچنین در تیم ملی فوتبال جمهوری چک بازی کرده‌است.